# Gmina Kłaj
Die Gmina Kłaj ist eine Landgemeinde im Powiat Wielicki der Woiwodschaft Kleinpolen in Polen.

## Gemeinde
Zur Landgemeinde (gmina wiejska) Kłaj gehören folgende neun Dörfer mit einem Schulzenamt (sołectwo):
Brzezie
Dąbrowa
Grodkowice
Gruszki
Kłaj
Łężkowice
Łysokanie
Szarów
Targowisko
Weitere Ortschaften der Gemeinde sind Poszyna, Poszynka und Ptakówka.

## Wirtschaft
In den Jahren  1968 bis 1988 wurde Salz in Łężkowice durch Aussolung mit Wasser gewonnen. In der Gemeinde wurden 16,5 Millionen m³ Salzlösung abgepumpt aus der im Salzbergwerk Bochnia 5 Millionen Tonnen Salz gewonnen wurden. Die anschließende Verfüllung und Rekultivierung nahm weitere 20 Jahre in Anspruch.

## Persönlichkeiten
- Quirin Ritter von Leitner (1834–1893), Historiker und Waffenkundler.